# Max Stryjek
Maksymilian Stryjek (ur. 18 lipca 1996 w Warszawie) – polski piłkarz występujący na pozycji bramkarza w szkockim klubie Kilmarnock FC. Wychowanek Polonii Warszawa. W trakcie swojej kariery grał także w takich drużynach, jak Sunderland, Boston United, Accrington Stanley, Eastleigh, Livingston, Wycombe Wanderers oraz Jagiellonia Białystok, z którą zdobył Superpuchar Polski. Młodzieżowy reprezentant Polski.

## Statystyka
(aktualne na dzień 2 czerwca 2025, na koniec sezonu 2024/2025)
| Klub                        | Sezon           | Liga                 | Liga | Liga | Puchar kraju | Puchar kraju | Europa | Europa | Suma | Suma |
| Klub                        | Sezon           | Liga                 | M.   | Br.  | M.           | Br.          | M.     | Br.    | M.   | Br.  |
| --------------------------- | --------------- | -------------------- | ---- | ---- | ------------ | ------------ | ------ | ------ | ---- | ---- |
| Boston United (wyp.)        | 2014/15         | Conference North     | 12   | 0    | —            | —            | —      | —      | 12   | 0    |
| Accrington Stanley (wyp.)   | 2017/18         | League Two           | 1    | 0    | 2            | 0            | —      | —      | 3    | 0    |
| Eastleigh F.C. (wyp.)       | 2018/19         | National League      | 13   | 0    | —            | —            | —      | —      | 13   | 0    |
| Eastleigh F.C.              | 2019/20         | National League      | 37   | 0    | 4            | 0            | —      | —      | 41   | 0    |
| Livingston F.C.             | 2020/21         | Scottish Premiership | 18   | 0    | 1            | 0            | —      | —      | 19   | 0    |
| Livingston F.C.             | 2021/22         | Scottish Premiership | 33   | 0    | 2            | 0            | —      | —      | 35   | 0    |
| Livingston F.C.             | 2022/23         | Scottish Premiership | 0    | 0    | 0            | 0            | —      | —      | 0    | 0    |
| Livingston F.C.             | Ogólnie         | Ogólnie              | 51   | 0    | 3            | 0            | 0      | 0      | 54   | 0    |
| Wycombe Wanderers F.C.      | 2022/23         | League One           | 41   | 0    | 1            | 0            | —      | —      | 42   | 0    |
| Wycombe Wanderers F.C.      | 2023/24         | League One           | 33   | 0    | 1            | 0            | —      | —      | 34   | 0    |
| Wycombe Wanderers F.C.      | Ogólnie         | Ogólnie              | 74   | 0    | 2            | 0            | 0      | 0      | 76   | 0    |
| Crewe Alexandra F.C. (wyp.) | 2023/24         | League Two           | 3    | 0    | —            | —            | —      | —      | 3    | 0    |
| Jagiellonia Białystok       | 2024/25         | Ekstraklasa          | 3    | 0    | 1            | 0            | 1      | 0      | 5    | 0    |
| Jagiellonia II Białystok    | 2024/25         | III liga             | 2    | 0    | —            | —            | —      | —      | 2    | 0    |
| Ogólnie kariera             | Ogólnie kariera | Ogólnie kariera      | 196  | 0    | 12           | 0            | 1      | 0      | 209  | 0    |

## Osiągnięcia
- Superpuchar Polski
  -  2024[2]